# Kalaniopu'u
Kalani'ōpu'u-a-Kaiamamao, dit Kalaniopu'u, né vers 1729 et mort en avril 1782, est Aliʻi nui d'Hawaï avant l'unification du pays. Il est également connu en tant que roi d'Owyhee et sous le nom de Terremoto par James Cook et d'autres Européens. Son nom a aussi été transcrit en Kaleiopuu. Il est l'oncle du premier roi d'Hawaï, Kamehameha Ier.

## Biographie

### Naissance et famille
Kalani'ōpu'u est né vers 1729, il est le fils de Kalaninuiamamao, roi d'Oahu, et de sa femme Kamākaimoku. Usurpé de l'héritage de son père par son demi-frère, Keʻeaumoku, il s'empare du trône d'Owyhee après avoir tué le roi Keaweʻopala en 1755.

### Expédition de James Cook

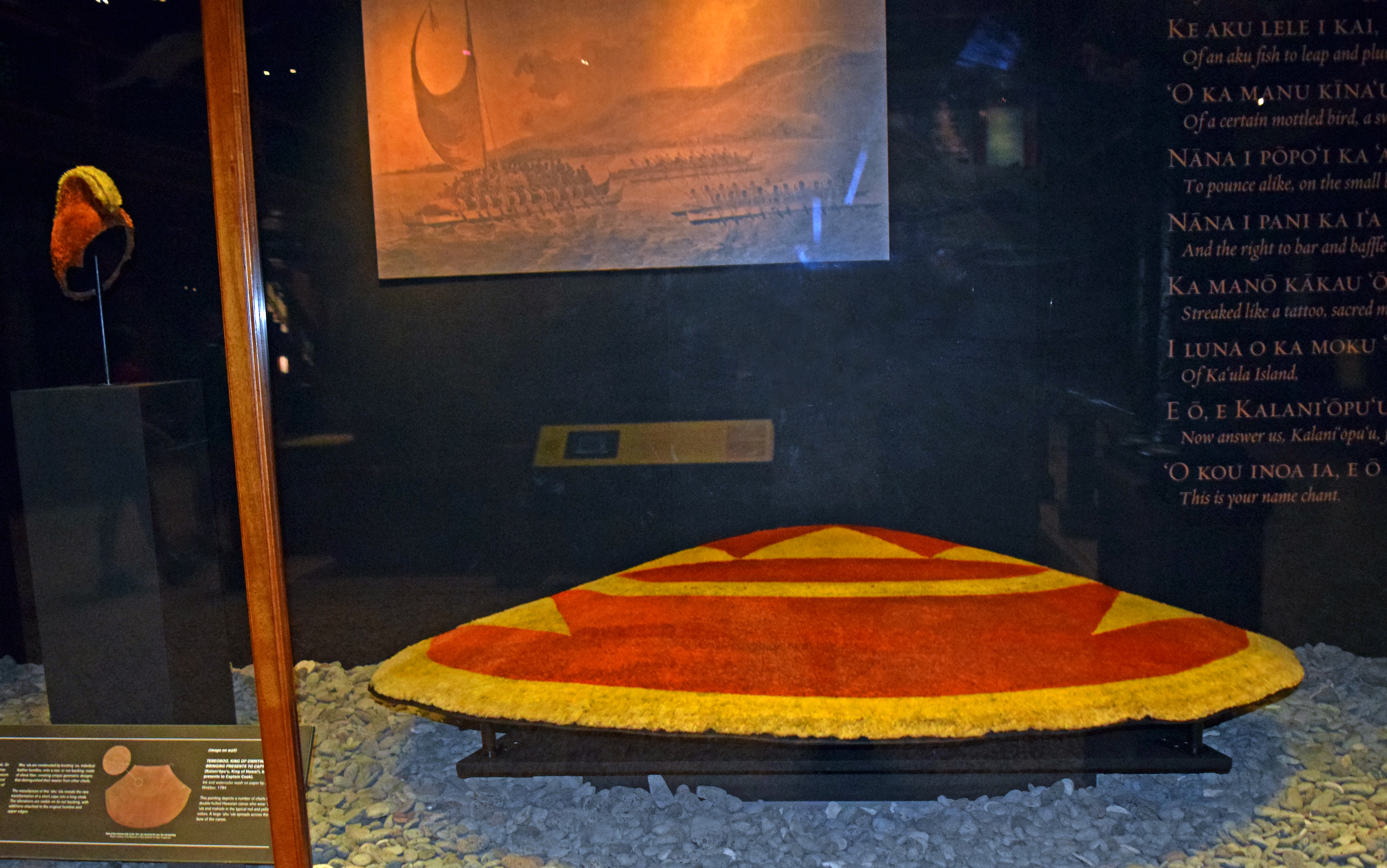
Cape et armements de Kalaniopu'u au Royal Mausoleum d'Hawaï.

Il était donc roi lorsque le capitaine James Cook est venu à Hawaï à bord de son navire le 26 novembre 1778. Après que Cook eut jeté l'ancre à Kealakekua Bay en janvier 1779, Kalaniopu'u  effectua une cérémonie le 26 janvier 1779 en l'honneur du capitaine Cook et de son équipage puis ils se sont vu offrir des présents dont un un'ahu'ula (manteau à plumes) et un Mahiole (casque) au cours de la saison Makahiki. Les navires de Cook sont retournés le 11 février sur l'île pour réparer les dégâts que la tempête avait causée aux vaisseaux. Cette fois, les relations ne se sont pas aussi bien passées, résultant à une lutte violente et la mort de Cook.

### Fin de règne et mort
Avant sa mort, il chasse son fils et héritier, Kīwalaʻō, et reconnaît son neveu, Kamehameha, comme héritier. Kalani'ōpu'u est mort à Hawaï en avril 1782. Kamehameha lui succède tandis que Kīwalaʻō accède au trône de Mowee. Finalement, Kīwala'ō est vaincu lors de la bataille de Moku'ōhai et Kamehameha annexe le royaume de Mowee et prend le contrôle des districts de Kohala, Kona et Hamakua sur l'île d'Hawaï.